# Zveno
Zveno (búlgar Звено «la Xarxa») va ser una organització búlgara amb una doble vessant, militar i política, que va ser fundada en els anys 30 del segle xx per un conjunt d'oficials de l'exèrcit búlgar i d'intel·lectuals del país. Encara que els militants del Zveno no eren pròpiament feixistes, no obstant això preconitzaven tant un Estat com un sistema econòmic de tipus corporatiu. Un altre dels components de la sevaideologia era un sentiment contrari a la llibertat d'existència dels partits polítics; per a acabar, s'oposaven frontalment a l'ORIM, un moviment independentista macedoni amb activitats terroristes. Zveno estava igualment vinculat a les Lligues militars d'extrema dreta que eren responsables de la caiguda i assassinat del primer ministre de Bulgària Aleksàndar Stamboliski, deposat i executat després del Cop d'estat del 9 de juny de 1923. El 19 de maig de 1934, els dirigents del Zveno, els coronels Damian Vèltxev i Kimon Gueorguíev, van organitzar un nou cop d'estat, instaurant un règim dictatorial al país similar al de Benito Mussolini.
El gener de 1935, el tsar Boris III va orquestrar una maniobra política, mitjançant la qual va allunyar Zveno del poder, tot la qual cosa li va permetre instaurar una dictadura de tipus personal. Per a la gestió del Govern, va cridar el general Pentxo Zlàtev, un monàrquic, que després del cop d'estat va ser nomenat nou primer ministre de Bulgària. Com a conseqüència de la marxa desastrosa de la Segona Guerra Mundial per al Tercer Reich, amb el qual Bulgària s'havia aliat, en 1943, Zveno es va unir al moviment de resistència antifeixista, el Front Patriòtic. El 9 de setembre de 1944, el Front Patriòtic va donar un cop d'estat de resultes del qual Gueorguiev va tornar a ocupar el càrrec de primer ministre, alhora que Veltxev s'encarregava del Ministeri de Defensa.
D'aquesta manera, el Zveno va assolir la signatura d'un acord d'alto el foc amb la Unió Soviètica i convocà les eleccions legislatives búlgares de 1945, en les que fou la tercera força política. El 1946, Vèltxev va dimitir en senyal de protesta per les activitats del Partit Comunista Búlgar, i Gueorguíev va ser reemplaçat per Gueorgui Dimitrov, el dirigent del Partit Comunista. Zveno es va presentar a les eleccions legislatives búlgares de 1946 dins el Front Patriòtic i va continuar existint a Bulgària, encara que en forma merament testimonial, fins a l'any 1949.